# لوردز فابرس
لوردز فابرس (به انگلیسی: Lourdes Faberes) متولد ۱۹۷۵ یک بازیگر اهل فیلیپین که اکنون در بریتانیا ساکن است. او بیشتر به خاطر فعالیت‌هایش در تلویزیون، تئاتر و سینما شناخته شده‌است.

## اوایل زندگی
لوردز فابرس در مانیل، فیلیپین به دنیا آمد و بزرگ شد. او در سال ۱۹۹۷ به انگلستان رفت تا در مدرسه مرکزی رویال گفتار و درام تحصیل کند و مدرک کارشناسی ارشد را در اجرا (تمرین پیشرفته تئاتر) به دست آورد. فابرس اکنون در لندن مستقر است. او اولین بار زمانی با بازیگری آشنا شد که مادرش او را به تئاتر ملی در فیلیپین برد تا صدایش را بهبود بخشد. اولین بازیگری او در سال ۱۹۹۱ بود. فابرس علیرغم اینکه قادر به خواندن نبود، برای شرکت رپرتوار فیلیپین در میس سایگون اجرا کرد. او سپس به لندن نقل مکان کرد و در سال ۲۰۰۰ در مدرسه سلطنتی مرکزی سخنرانی و درام تحصیل کرد و با فعالیت گسترده‌ای در بسیاری از تئاترهای برتر لندن اجرا کرد. 

## گزیده آثار بازیگری

#### سینما
- زمانی برای مردن نیست (۲۰۲۱)
- نقطه جوش (۲۰۲۱)
- عملیات فورچون (۲۰۲۳)

### سریال‌ها
- شهر هالبی (۲۰۰۹-دوقسمت)
- سقوط شوالیه (۲۰۱۸-سه قسمت)
- ویسکی کاوالیر (۲۰۱۹-یک قسمت)
- فال نیک (۲۰۲۰-یک قسمت)
- سندمن (۲۰۲۲-هفت قسمت)